# Розсивал, Михал
Ми́хал Ро́зсивал (чеш. Michal Rozsíval; 3 сентября 1978, Влашим, Чехословакия) — чешский хоккеист, защитник. Чемпион мира 2010 года в составе сборной Чехии, двукратный обладатель Кубка Стэнли в составе «Чикаго Блэкхокс» (2013, 2015).

## Карьера
Начинал карьеру в Чехии, в клубе «Дукла Йиглава». На драфте НХЛ 1996 года выбран в 4-м раунде под общим 105-м номером командой «Питтсбург Пингвинз». 29 августа 2005 года как неограниченно свободный агент подписал контракт с «Нью-Йорк Рейнджерс». Летом 2008 года Розсивал заключил новый контракт с «рейнджерами» сроком на 4 года.
В 2010 году стал чемпионом мира в составе сборной Чехии, сыграв все 9 матчей чемпионата в Германии и сделав 2 результативные передачи. Розсивал провёл на льду больше всего времени среди всех игроков сборной Чехии (кроме вратаря Томаша Вокоуна).
10 января 2011 года был обменян в «Финикс Койотис» на канадского нападающего Войтека Вольски. В сентябре 2012 года Розсивал, будучи свободным агентом, подписал однолетний контракт с «Чикаго Блэкхокс», с которым в конце следующего сезона выиграл Кубок Стэнли. В овертайме первой игры финальной серии Розсивал принёс «ястребам» победу над «Бостон Брюинз», забив победный гол: после его броска шайба, срикошетив от Дэйва Болланда и Эндрю Шоу, влетела в ворота голкипера «медведей» Туукки Раска.
После победы в Кубке Стэнли продлил контракт с «Чикаго» еще на 2 года на сумму $ 4,4 млн. В 2015 вновь стал обладателем Кубка Стэнли, но при этом получил травму колена в 4 матче серии 2 раунда против «Миннесоты Уайлд» (4:3) и не провел больше ни одного матча в плей-офф.
Также вошел в состав сборной Чехии на Олимпийские игры в Сочи, где сыграл 5 матчей.
После этого еще трижды подписывал с «Ястребами» однолетние контракты. Последним сезоном Розсивала в карьере стал сезон 2016/17, в котором он из-за травм провёл всего 22 игры.

## Достижения

### Командные
- Обладатель Кубка Стэнли: 2013, 2015
- Чемпион Чехии: 2005
- Чемпион мира: 2010

### Личные
- Обладатель НХЛ Плюс/Минус Авард: 2006

## Статистика

### Клубная карьера
```
                                            
                                           --- Regular Season ---  ---- Playoffs ----
Season   Team                        Lge    GP    G    A  Pts  PIM  GP   G   A Pts PIM
--------------------------------------------------------------------------------------
1996-97  Swift Current Broncos       WHL    63    8   31   39   80  10   0   6   6  15
1997-98  Swift Current Broncos       WHL    71   14   55   69  122  12   0   5   5  33
1998-99  Syracuse Crunch             AHL    49    3   22   25   72  --  --  --  --  --
1999-00  Pittsburgh Penguins         NHL    75    4   17   21   48   2   0   0   0   4
2000-01  Wilkes-Barre/Scranton       AHL    29    8    8   16   32  21   3  19  22  23
2000-01  Pittsburgh Penguins         NHL    30    1    4    5   26  --  --  --  --  --
2001-02  Pittsburgh Penguins         NHL    79    9   20   29   47  --  --  --  --  --
2002-03  Pittsburgh Penguins         NHL    53    4    6   10   40  --  --  --  --  --
2003-04  Wilkes-Barre/Scranton       AHL     1    0    0    0    2  --  --  --  --  --
2004-05  Trinec Ocelari HC           Czech  35    1   10   11   40  --  --  --  --  --
2004-05  Pardubice HC                Czech  16    1    3    4   30  16   1   2   3  34
2005-06  New York Rangers            NHL    82    5   25   30   90   4   0   1   1   8
2006-07  New York Rangers            NHL    80   10   30   40   52  10   3   4   7  10
2007-08  New York Rangers            NHL    80   13   25   38   80  10   1   5   6  10
2008-09  New York Rangers            NHL    76    8   22   30   52   7   0   0   0   4
2009-10  New York Rangers            NHL    82    3   20   23   78  --  --  --  --  --
2010-11  New York Rangers            NHL    32    3   12   15   22  --  --  --  --  --
2010-11  Phoenix Coyotes             NHL    33    3    3    6   20   4   0   0   0   2
2011-12  Phoenix Coyotes             NHL    54    1   12   13   34  15   0   0   0   2
2012-13  Chicago Blackhawks          NHL    27    0   12   12   14  23   0   4   4  16
2013-14  Chicago Blackhawks          NHL    42    1    7    8   32  17   1   5   6   8
2014-15  Chicago Blackhawks          NHL    65    1   12   13   22  10   0   1   1   6
2015-16  Chicago Blackhawks          NHL    51    1   12   13   33   4   0   0   0   2
2016-17  Chicago Blackhawks          NHL    22    1    2    3   14  --  --  --  --  --
--------------------------------------------------------------------------------------
         NHL Total                         963   68  241  309  704 106   5  20  25  72
         Czech Total                        51    2   13   15   70  16   1   2   3  34
         AHL Total                          79   11   30   41  106  21   3  19  22  23
         WHL Total                         134   22   86  108  202  22   0  11  11  48

```

### Международные соревнования
| Год                   | Сборная               | Турнир                | Место                 |    | И | Г | П | О  | Штр |
| --------------------- | --------------------- | --------------------- | --------------------- | -- | - | - | - | -- | --- |
| 1996                  | Чехия (юниор.)        | ЮЧЕ (до 18)           | 5                     | 5  | 0 | 1 | 1 | 10 |     |
| Всего (юниор. и мол.) | Всего (юниор. и мол.) | Всего (юниор. и мол.) | Всего (юниор. и мол.) | 5  | 0 | 1 | 1 | 10 |     |
| 2008                  | Чехия                 | ЧМ                    | 5                     | 4  | 0 | 0 | 0 | 0  |     |
| 2010                  | Чехия                 | ЧМ                    |                       | 9  | 0 | 2 | 2 | 4  |     |
| 2014                  | Чехия                 | ОИ                    | 6                     | 5  | 0 | 0 | 0 | 0  |     |
| Всего (осн. сборная)  | Всего (осн. сборная)  | Всего (осн. сборная)  | Всего (осн. сборная)  | 18 | 0 | 2 | 2 | 4  |     |